# اوتاش میکنان
اوتاش میکنان (به اسپانیایی: Utush Mikhunan) یک کوه در پرو است که در Peru, Lima Region واقع شده‌است. اوتاش میکنان ۵٬۲۲۸ متر بالاتر از سطح دریا واقع شده‌است.